# Annectocyma major
Annectocyma major is een mosdiertjessoort uit de familie van de Annectocymidae. De wetenschappelijke naam van de soort is, als Alecto major, voor het eerst geldig gepubliceerd in 1847 door G. Johnston.